# Cimetière israélite de Veyrier
Le cimetière israélite de Veyrier est un cimetière juif créé en 1920, à cheval sur la frontière franco-suisse. Sa situation géographique atypique car transfrontalière eut son importance au cours de la Seconde Guerre mondiale, ainsi qu'en 1948, au moment de la création de l'État d'Israël. De nombreux juifs utilisèrent en effet à plusieurs reprises ce « lieu de passage privilégié », soit pour passer en Suisse pour fuir l'extermination nazie dans la France occupée, soit après la guerre, pour passer en France pour se rendre clandestinement en Palestine via les ports français méditerranéens.

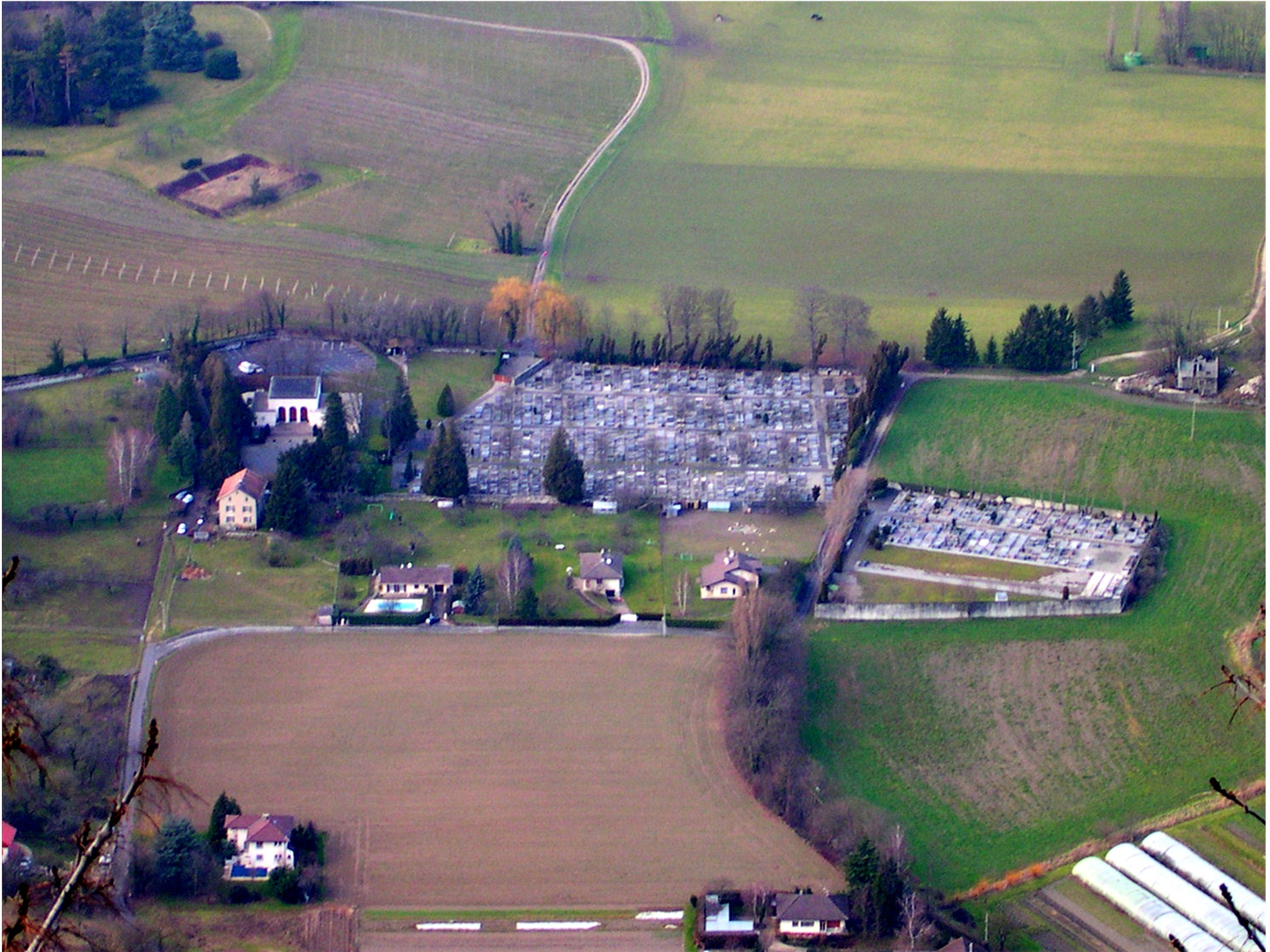
Vue aérienne du cimetière israélite de Veyrier.

## Situation et accès
Il est situé pour sa majeure partie dans la commune française d'Étrembières, en Haute-Savoie, dont il dépend juridiquement. Il tire son nom de la commune suisse limitrophe de Veyrier, du canton de Genève, dans laquelle se trouve son entrée principale ainsi que l'oratoire funéraire. Il est accessible en transports publics avec la ligne 8 des Transports publics genevois.

## Histoire

### Les origines de ce cimetière

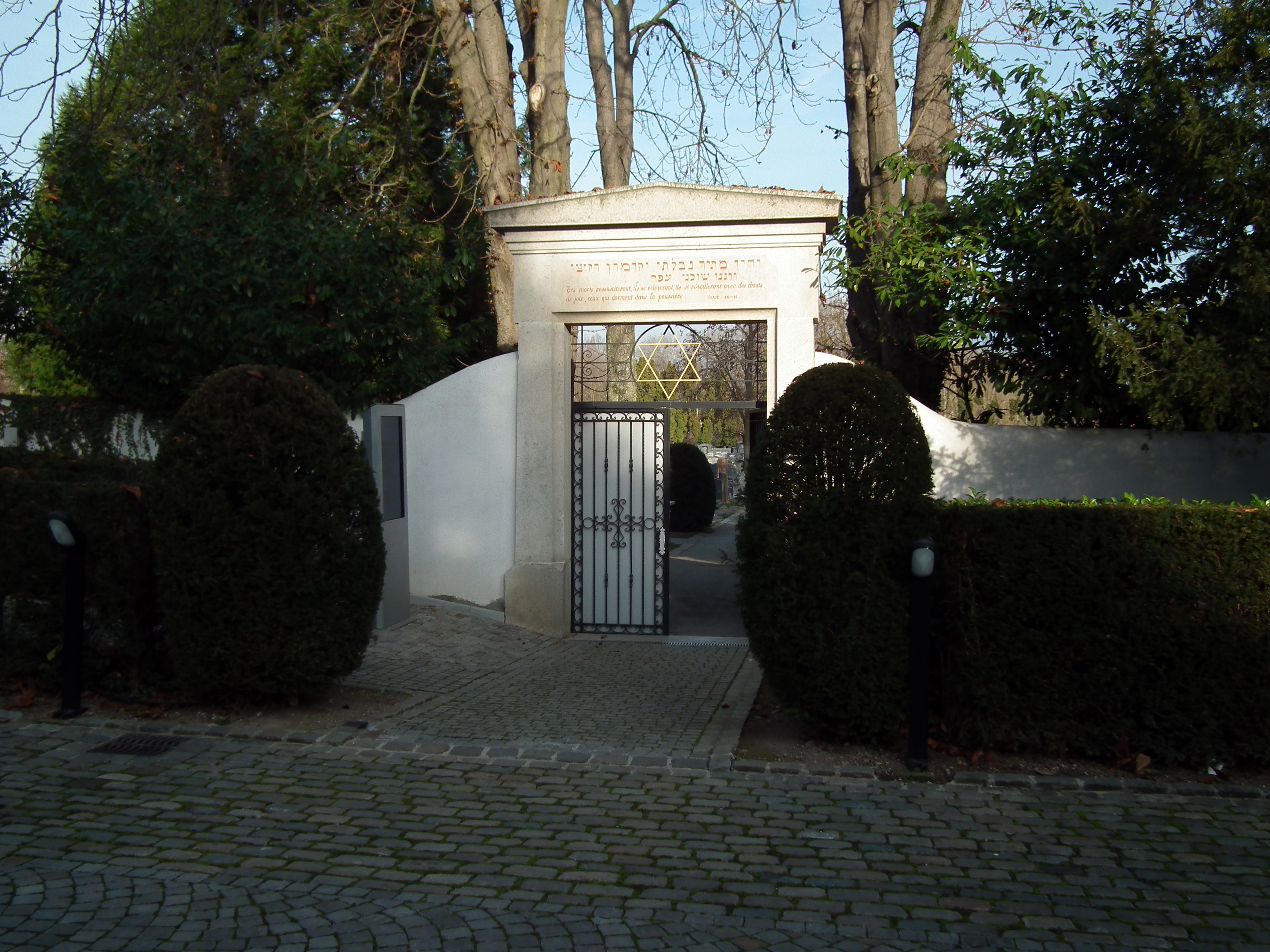
Entrée du cimetière, coté suisse.

La Communauté israélite de Genève est propriétaire depuis 1788 du cimetière juif de Carouge situé dans la commune du même nom, dans le canton de Genève. Ce site étant arrivé à saturation, la communauté est contrainte à partir de 1916, de rechercher de nouveaux terrains.
Étant dans l'impossibilité d'agrandir celui de Carouge ou d'en créer un nouveau (la loi cantonale de 1876 interdisant toute création ou extension de cimetière confessionnel), elle envisage une solution en France voisine dont les lois permettent la création de cimetières dits « particuliers » ou « privés ».

### La création du cimetière

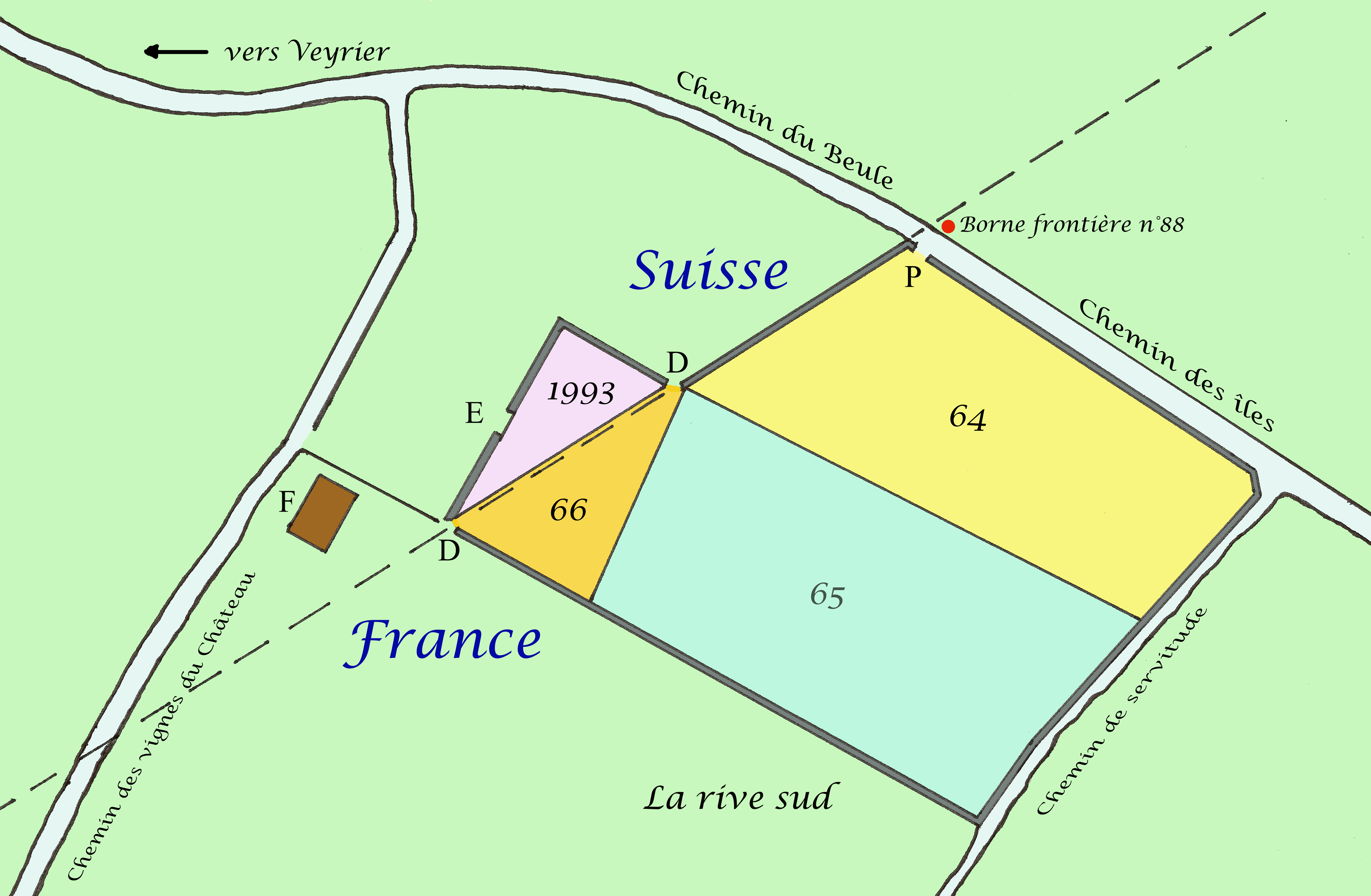
Plan du cimetière en 1920.

C'est le 16 juillet 1920 qu'une convention, signée entre les représentants de la Communauté israélite de Genève et les autorités de la commune française d'Etrembières, donne naissance à ce cimetière. Quatre parcelles le composent : trois côté français, destinées aux sépultures, et une côté suisse, destinée aux aménagements de l'entrée principale. La superficie totale des terrains acquis est alors de 13 133 m2.
Ce n'est toutefois que le 8 octobre 1920 que les douanes suisses donnent leur accord pour que l'entrée principale du cimetière s'effectue par le territoire helvétique afin d'en faciliter l'accès depuis Genève. Le mur d'enceinte, qui pour partie longe la frontière, pour partie se trouve en territoire suisse, devra disposer d'une ouverture de deux mètres de large, là où la frontière le coupe, afin de permettre le libre passage des douaniers.

### La construction de l'oratoire israélite

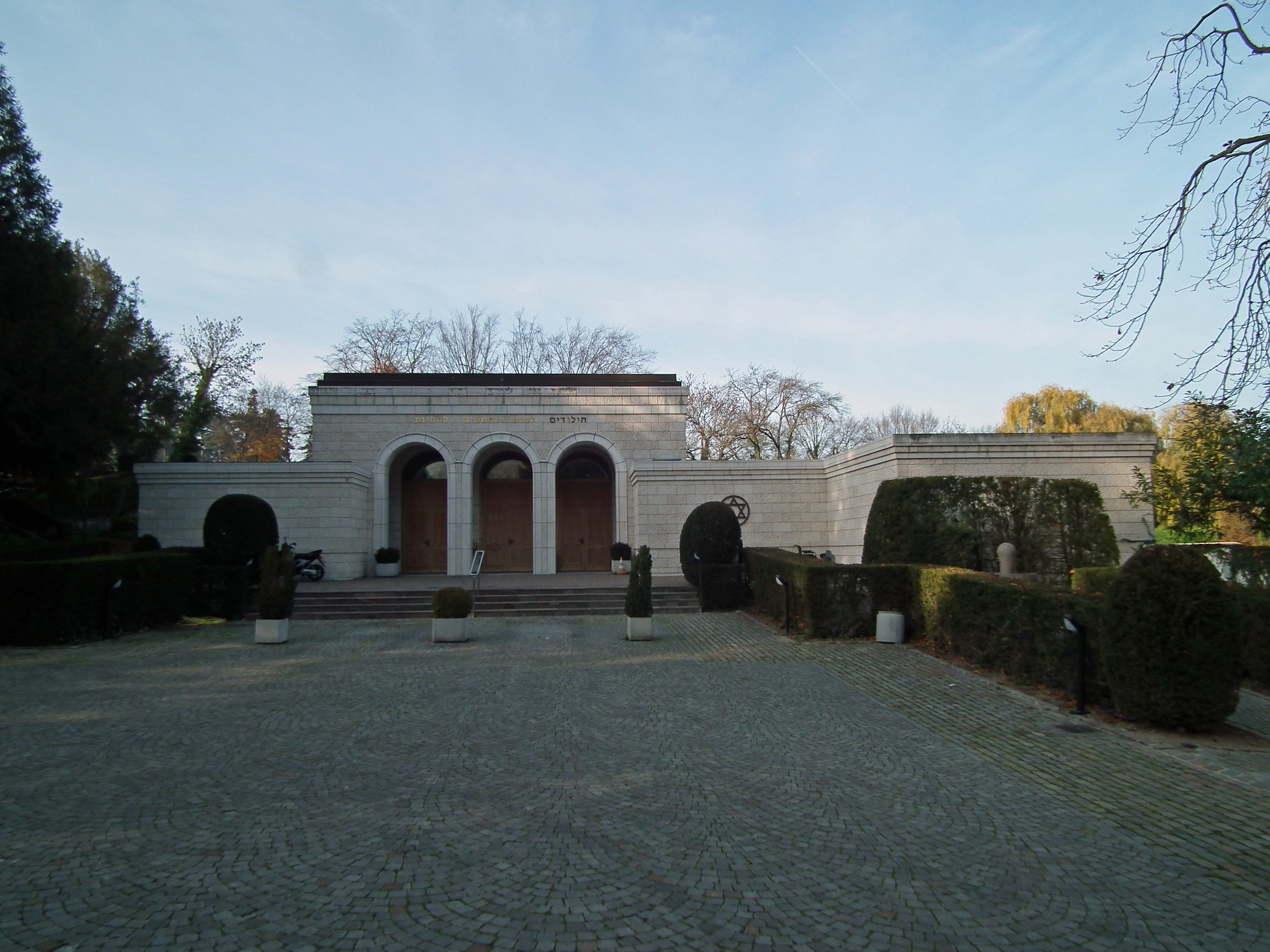
Oratoire israélite de Veyrier.

En 1930, la Communauté israélite de Genève fait l'acquisition, côté suisse, d'une nouvelle parcelle d'une superficie de 2 350 m2 sur laquelle on projette de construire un édifice destiné à abriter un oratoire et des salles funéraires.
C'est l'architecte genevois Julien Flegenheimer, à qui l'on doit la nouvelle gare Cornavin et le palais des Nations à Genève, qui est mandaté pour cette construction. Les travaux durent un peu plus d'un an et l'inauguration a lieu le 6 septembre 1931. L'oratoire est un ouvrage aux lignes épurées, sans fantaisie inutile, dans le style traditionnel de l'architecture moderne de Flegenheimer. Seuls quelques éléments en saillie, comme la corniche et la frise crénelée, viennent rompre les volumes symétriques de l'ensemble.
Le corps central de l'édifice abrite une vaste salle de prières qui est dotée de trois grandes portes en chêne, et un parvis qui est soutenu par deux colonnes dont les chapiteaux sont décorés de feuilles d'acanthe. Deux ailes annexes flanquent aussi de part et d'autre le corps central. Elles abritent les salles funéraires, un appartement pour le gardien, et la chaufferie qui est en sous-sol. À cette date, le cimetière prend l'appellation de Cimetière israélite de Veyrier.

### Pendant la seconde Guerre mondiale
Situé en Zone libre française au début du conflit, le cimetière ne fait curieusement l'objet d'aucune surveillance particulière malgré la présence d'une frontière à l'intérieur de son périmètre. Les enterrements peuvent s'y poursuivre et l'on note même déjà quelques passages clandestins. La situation ne change guère en novembre 1942 lorsque la région est envahie et occupée par les troupes italiennes. Les militaires italiens se montrent en effet plutôt bienveillants, au point que « comme le notent les policiers français, ils favorisent le passage [des clandestins], y participant eux-mêmes assez souvent » Au cours de cette période, plusieurs Juifs fuyant la persécution nazie passent la frontière à travers le cimetière. Accueillis et cachés dans un premier temps dans l'oratoire funéraire, ils sont ensuite conduits en toute discrétion vers Genève.
En septembre 1943, à la suite de l'armistice entre les Alliés et le royaume d'Italie, les troupes allemandes envahissent son secteur d'occupation. Le cimetière est alors rigoureusement fermé et des barbelés sont même placés à l'intérieur de son périmètre, le long de la frontière. Il est cependant à noter que malgré la présence régulière de soldats de la Wehrmacht, quelques personnes réussissent à passer la frontière de nuit. Les enterrements étant quant à eux devenus impossibles, la Communauté israélite genevoise réutilise alors son vieux cimetière de Carouge.
Après la libération de la Haute-Savoie, en août 1944, nombreux sont les Juifs réfugiés à Genève qui veulent rejoindre la France. Mais cette dernière est désorganisée, aussi les autorités françaises freinent-elles le retour immédiat des réfugiés. Les autorités suisses, guère complaisantes également, refusent aussi de libérer ces mêmes réfugiés tant qu'ils n'auront pas rempli certaines formalités. Certains tentent alors de passer la frontière clandestinement, et le cimetière se trouve à nouveau en situation idéale pour cela. Le nombre de passages illégaux devient tel que le cimetière est bientôt placé en zone militaire par les autorités genevoises. Quelques personnes, comme Gustave Michon (le gardien du cimetière) ou Aimée Stitelmann, ont du reste été condamnées par la justice genevoise pour avoir facilité ces passages. Elles ne sont réhabilitées par le Parlement fédéral qu'à partir de l'année 2004, au même titre qu'environ 130 autres personnes qui avaient aussi été condamnées en Suisse durant la Seconde Guerre mondiale pour des motifs similaires.

### Destination Palestine, 1947-1948
Après la Seconde Guerre mondiale, les conséquences de la Shoah provoquent la sympathie du monde entier pour la cause des Juifs européens. L'idée de faire renaître l'État d'Israël fait son chemin, aussi des dizaines de milliers de Juifs, rescapés des camps de concentration, souhaitent se rendre en Palestine. Le Royaume-Uni, qui administre encore la Palestine, se refuse cependant à accepter un flux migratoire important. Elle limite donc sérieusement la délivrance de visas. Pour les Juifs réfugiés en Suisse durant le conflit, la situation est même un peu plus compliquée, car rares sont les candidats qui possèdent tous les papiers nécessaires pour pouvoir transiter par la France. Nombreux sont alors ceux qui tentent de se rendre clandestinement en Palestine.
Comme par le passé, le cimetière israélite de Veyrier se retrouve encore une fois dans une situation géographique de choix qui favorise la fuite des réfugiés. Cette fois-ci, c'est grâce à la complicité des cheminots français que les passages vont pouvoir s'opérer.
Après avoir franchi le mur d'enceinte, en général de nuit, les candidats sont récupérés par les cheminots et conduits jusqu'à la Maison de Bois-Salève qui appartient à la SNCF et qui se trouve à proximité. Après une courte nuit de sommeil, ils sont embarqués dans un wagon non inscrit sur les registres officiels de la SNCF mais qui est cependant attelé à un train régulier. Grâce à toute une chaîne de complicités, environ 300 à 400 réfugiés juifs vont pouvoir bénéficier de ce dispositif pour rejoindre clandestinement les ports du sud de la France, et s'y embarquer pour la Palestine.

### Agrandissements et restaurations

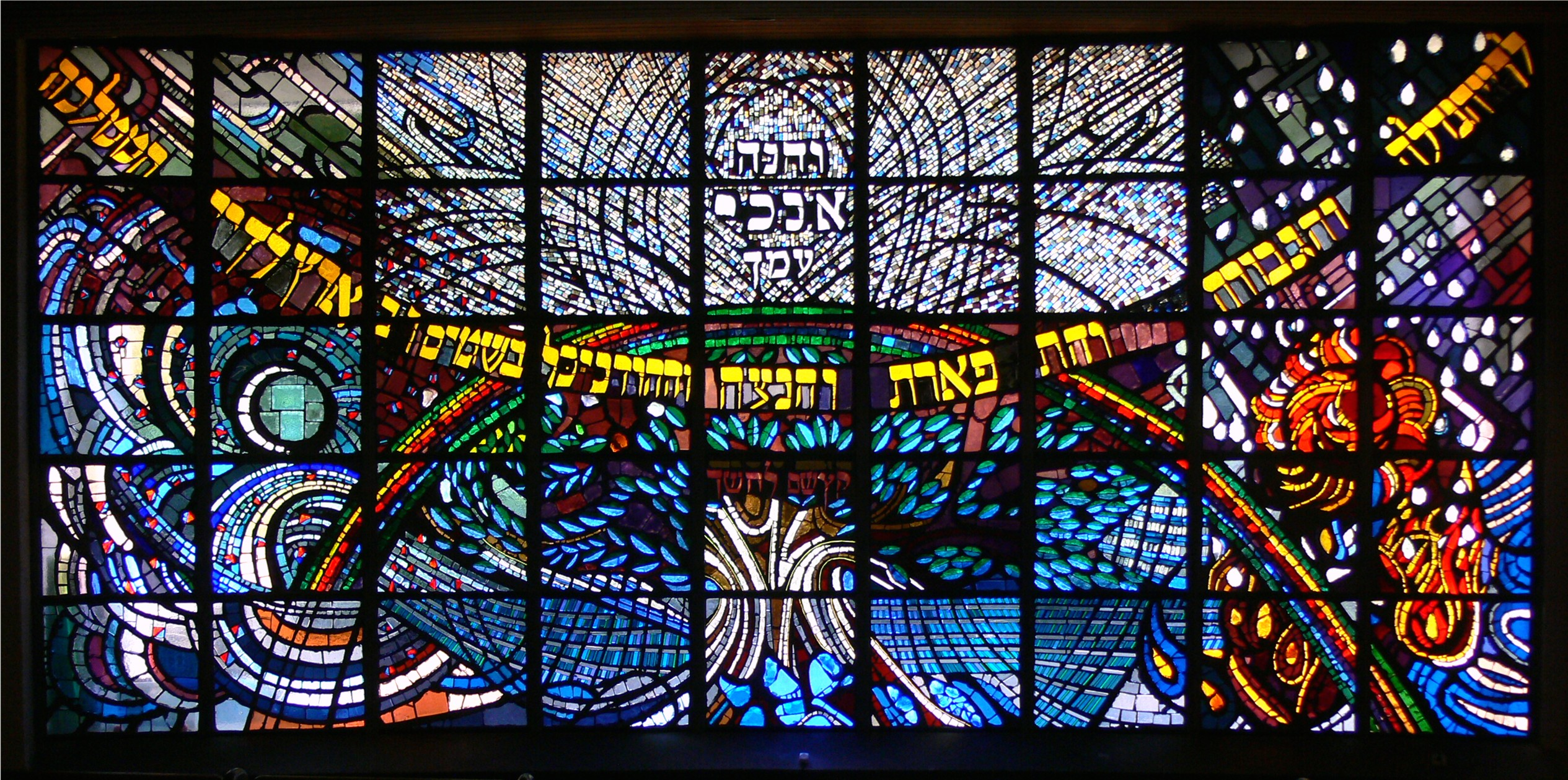
Vitrail de l'Oratoire israélite de Veyrier.

Le cimetière, qui accueille déjà près de 2 500 sépultures à la fin dès années 1980, fait l'objet d'un agrandissement au cours de cette période. Une nouvelle parcelle, toujours côté français, et située dans le prolongement du cimetière existant, permet au cimetière d'augmenter sa capacité d'environ 1 500 tombes. Cet agrandissement permet ainsi au cimetière d'assurer des enterrements au moins jusqu'aux années 2050.
Dans le futur, les extensions se feront sans aucun doute côté genevois, sur les parties restées vierges du cimetière. La loi cantonale de 1876 — qui interdisait toute implantation de cimetières confessionnels — a en effet été modifiée en 2005. En 1980, l'oratoire israélite a fait l'objet d'une première grande restauration, avec la pose d'un immense vitrail sur la partie arrière de l'édifice. Conçu par l'artiste suisse Régine Heim, ce vitrail d'environ 10 m x 5 m, est une représentation — dans un style contemporain — de la Genèse. Monté sur une structure métallique quadrillée, le vitrail est composé de roches de verre et autres cristaux — tous saillants — insérés dans des dalles en mortier. L'ensemble forme ainsi une formidable mosaïque aux reliefs prononcés où la lumière s'exprime à travers la variation des couleurs obtenues, des plus vives aux plus nuancées.
En 1999, les façades de l'oratoire sont recouvertes de pierre de Jérusalem, ce qui adoucit leurs lignes symétriques, sans pour autant modifier substantiellement le style assez épuré voulu par l'architecte Julien Flegenheimer. L'aile droite de l'édifice, qui abrite le centre funéraire, est également agrandie à cette occasion.

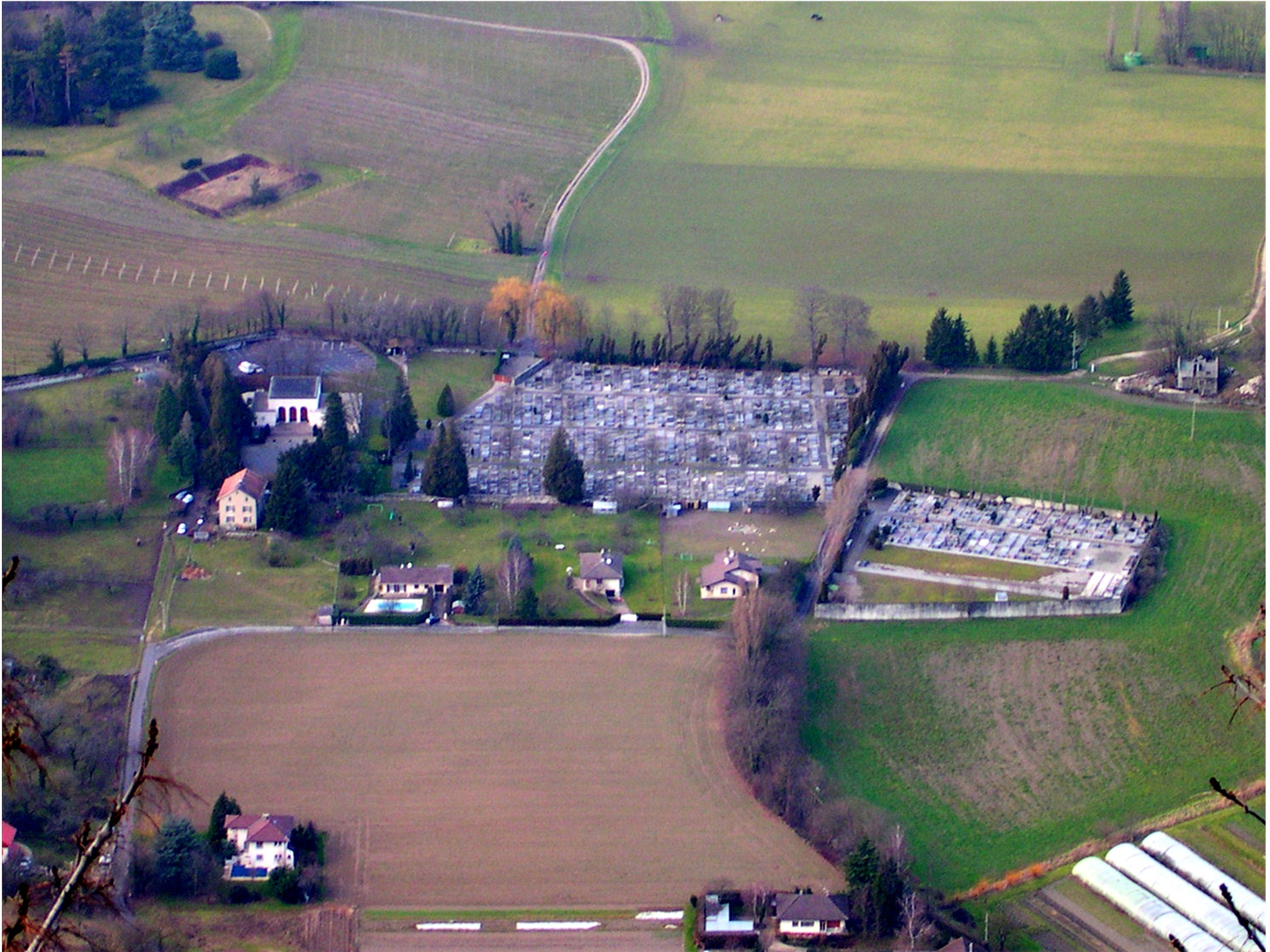
Vue sur le cimetière israélite de Veyrier depuis le promontoire du Salève

## Personnalités
Parmi les personnalités juives enterrées dans ce cimetière, citons l'écrivain suisse Albert Cohen, le roi du cigare suisse Zino Davidoff, le syndicaliste et essayiste canadien Charles Levinson, le journaliste tchèque Stefan Lux, le banquier libanais naturalisé monégasque Edmond Safra,, le banquier français Édouard Stern,, le banquier Benjamin de Rothschild et l'avocat et philosophe allemand Gerhart Riegner.